# Cayratia wrayi
Cayratia wrayi là một loài thực vật hai lá mầm trong họ Nho. Loài này được (King) Gagnep. miêu tả khoa học đầu tiên năm 1911.